# Tužno
Tužno is een plaats in de gemeente Vidovec in de Kroatische provincie Varaždin. De plaats telt 1011 inwoners (2001).